# Heukseok-dong
Heukseok-dong (Hán-Việt: Hắc Thạch Động) là một dong (phường) của Dongjak-gu ở Seoul, Hàn Quốc.